# Iso Soukkajärvi
Iso Soukkajärvi är en sjö i kommunen Alavo i landskapet Södra Österbotten i Finland. Sjön ligger 146,8 meter över havet. Den är 2,5 meter djup. Arean är 2,16 kvadratkilometer och strandlinjen är 9,98 kilometer lång. Sjön  ingår i Lappo å huvudavrinningsområde.   Den ligger omkring 47 kilometer sydöst om Seinäjoki och omkring 260 kilometer norr om Helsingfors. 
I sjön finns ön Kisasaari.